# Turbacz
Turbacz je hora v jižním Polsku s nadmořskou výškou 1310 m n. m. v západních Beskydech. Leží asi 30 km severně od Zakopaneho v pohoří Gorce, jehož je nejvyšším vrcholem. Tvoří centrální uzel tohoto pohoří, kde se stýkají všechny hlavní hřebeny. Na vrchol lze snadno vystoupit po červené turistické značce. Na východním úbočí stojí horská chata Schronisko PTTK na Turbaczu poskytující ubytování a občerstvení. Ačkoliv vrchol leží mimo Gorecký národní park, je nejnavštěvovanějším místem pohoří.

## Turistika
Hora patří do Koruny hor Polska, což je soubor 28 vrcholů, který téměř odpovídající seznamu nejvyšších vrcholů horských pásem. Přes vrchol vede dálková turistická trasa Hlavní beskydská magistrála.